# 解體健
解體健（1620年2月10日—17世紀），字大生，陝西西安府同州韓城縣人，清朝政治人物。

## 生平
解體健幼年時父親患病，他就在村社各廟號泣，祈求代替父親生病，後來母親也逝世，由兄嫂養育，事兄如父親一樣，順治二年（1645年）中舉人，三年（1646年）聯捷進士，先在刑部觀政，後獲授武強知縣，四年（1647年）改任龍陽知縣，在兩地均有政績。

## 家族
曾祖解嘉猷，壽官；祖父解騰晛，太學生；父解允中，庠生。

## 引用
1. 1 2  嘉慶《韓城縣志·卷七》：解體健，順治丙戌進士，髫年父病，號泣于村社各廟祈代父，母歿育於兄嫂，後事兄如父，歷宰武強、龍陽俱著惠政。
2. 1 2  《順治三年丙戌科進士三代履歷》：解體健，曾祖嘉猷，壽官；祖騰晛，太學生；父允中，庠生。大生，書二房，庚申正月初七日生，韓城人，乙酉十五名，會試二百六十六名，三甲二百二十名，刑部觀政，授北直武強知縣，丁亥調湖廣龍陽知縣。